# Lucio Loubet
Lucio Loubet, né le 12 juin 1927 à Buenos Aires (Argentine) et mort le 17 octobre 1995 à Saint-Omer-en-Chaussée, est un artiste peintre abstrait d'origine argentine exerçant en France de 1974 à 1995.

## Biographie
Il naît dans une famille originaire de France. Il étudie à l’École des Beaux-Arts de La Plata avec Héctor Cartier (1907-1997), professeur de composition de la couleur et de vision. En 1965, il reçoit une mention honorifique au salon Semaine de mai de La Plata. En 1966, il fait partie du mouvement Diagonal Cero. En 1967, il obtient le prix de gravure du festival des arts de Tandil (Argentine). En 1974, il s'installe à Paris. De 1975 à 1978, il enseigne la composition et les techniques de gravure et peinture à l'American Center. Il enseigne également au Center for University Programs Abroad. De 1978 à 1995, il enseigne dans son atelier parisien. En août 1982, il est à La Rochelle. En août 1983, il est à Angoulins-sur-Mer. Il est amputé d'une jambe du fait de son important tabagisme et meurt d'un cancer en 1995.

## Vie privée
Sa compagne est Marianne Padé, sculptrice, décoratrice et illustratrice,.

## Œuvre
Il peint durant les 25 dernières années de sa vie un cycle de Métamorphoses :
de 1969 à 1970, il réalise la 2e série de la métamorphose ; la 3e série de la métamorphose de 1970 à 1972 ; la 4e série de la métamorphose de 1972 à 1973 ; la 5e série de la métamorphose de 1973 à 1976 ; la 6e série de la métamorphose de 1977 à 1978 ; la 7e série de la métamorphose de 1978 à 1982 ; la 8e série de la métamorphose de 1982 à 1987 ; la 9e série de la métamorphose de 1988 à 1992 ; et la Série espace dynamique de 1993 à 1995.
La Série espace dynamique influencera certaines peintures des années 1997-1998 de Christophe Drodelot.

### 9esérie de la métamorphose(1988-1992)
| Date | Nom   | Dimensions    | Lieu  | Photographie   |
| ---- | ----- | ------------- | ----- | -------------- |
| 1988 | No 8  |               |       | Photo          |
| 1988 | No 9  | 130 × 91 cm   |       | Photo          |
|      | No 10 | 110 × 73 cm   |       | Non disponible |
| 1989 | No 17 |               |       | Photo          |
|      | No 19 | 100 × 73,5 cm |       | Photo          |
| 1991 | No 22 | 50 × 50 cm    | Paris | Photo          |
| 1991 | No 48 | 73 × 50 cm    |       | Photo          |
|      | No 70 | 55 × 46 cm    |       | Photo          |
| 1991 | No 71 | 65 × 54 cm    | Paris | Photo          |

### Série espace dynamique(1993-1995)
| Date | Nom   | Dimensions | Lieu  | Photographie |
| ---- | ----- | ---------- | ----- | ------------ |
| 1993 | No 5  | 55 × 46 cm | Paris | Photo        |
| 1993 | No 6  | 46 × 55 cm |       | Photo        |
| 1993 | No 7  | 46 × 55 cm |       | Photo        |
| 1994 | No 8  | 50 × 50 cm |       | Photo        |
| 1993 | No 9  | 46 × 55 cm |       | Photo        |
| 1993 | No 10 | 46 × 55 cm |       | Photo        |
| 1994 | No 11 | 55 × 46 cm |       | Photo        |
| 1994 | No 12 | 36 × 61 cm |       | Photo        |
| 1994 | No 13 | 50 × 61 cm |       | Photo        |
| 1995 | No 14 | 50 × 61 cm | Paris | Photo        |
| 1994 | No 15 | 93 × 73 cm |       | Photo        |
| 1994 | No 16 | 50 × 50 cm |       | Photo        |
| 1994 | No 17 | 50 × 50 cm |       | Photo        |
| 1995 | No 18 | 60 × 60 cm | Paris | Photo        |
|      | No 21 | 41 × 33 cm |       | Photo        |
| 1994 | No 40 | 50 × 50 cm | Paris | Photo        |

## Analyse
Pour Héctor Cartier (1907-1997), Loubet recourt à deux éléments du langage plastique : la géométrie (base indispensable pour la construction) et l'ornement (utilisé comme « signe sensible »). Selon lui, la particularité de l’œuvre de Loubet consiste dans l'opposition permanente des éléments et non dans leur assemblage. Il ajoute : « Chacune de ses séries permet de constater que, malgré le formalisme conceptuel et son ascétisme technique, chacune de ses œuvres est animée d'un climat sensible qui nous fait percevoir la différence entre l’œuvre pictural et le jeu décoratif. »
Selon Gilbert Wolfisberg (élève de Loubet de 1992 à 1994), Loubet est « le dernier des géants ». Il explique la méconnaissance de son œuvre en Europe par la fierté de Loubet, refusant de jouer le jeu de certains galeristes et directeurs de musée influents, mais ses œuvres sont exportées et vendues en Amérique.

## Expositions
- 1952 : Jockey-club de la ville de Cordoba (Argentine).
- 1954 : Université de Cuyo (Argentine).
- 1965 : Radio Universidad de La Plata.
- 1965 : Bibliothèque Benito Lynch (Buenos Aires)
- 1969 : Galerie Lirolay, Buenos Aires[6].
- 1970 : Galerie Lirolay, Buenos Aires[7].
- 1973 : Galerie Art du Monde, Paris ; Salon Grands et Jeunes d’aujourd’hui, Paris.
- 1974 : Théâtre Gérard-Philippe de Saint Denis.
- 1975 : Salon Contradiction, Paris.
- 1976 : Salon Contradiction, Paris.
- 1977 : Larsen à Aarhus (Danemark).
- 1980 : Salon Grands et Jeunes d’aujourd’hui, Paris (7e série de la métamorphose)[19].
- 1980 : Bilan de l’Art Contemporain, Québec.
- 1981 : Salon Grands et Jeunes d’aujourd’hui, Paris.
- 1982 : Galerie Nuovo Spazio de Venise.
- 1987 : Salon Grands et Jeunes d’aujourd’hui, Paris.
- 1988 : Salon Grands et Jeunes d’aujourd’hui, Paris (No 8, 9e série de la métamorphose[20])[10].
- 1990 : Salon Grands et Jeunes d’aujourd’hui, Paris.

## Élèves
Lucio Loubet a eu de nombreux élèves :
- 1975-1978 : Hanne-Lise Enghoff ;
- 1979, 1983, 1987, 1989 : Kate Shepherd (en)[21] ;
- 1979-1984 : Balthasar Brennenstuhl ;
- 1981 : Deborah Boardman ;
- 1981 : Roger Mantegani ;
- 1987-1992 : Anne-Lise Courchay ;
- 1991 : Dodi Wexler ;
- 1992-1994 : Gilbert Wolfisberg ;
- Brigitte Camus ;
- Joseph Ney ;
- Lalit Nadkarni ;
- Christophe Drodelot.